# Cryptopygus thermophilus
Cryptopygus thermophilus är en urinsektsart som först beskrevs av Axelson 1900.  Cryptopygus thermophilus ingår i släktet Cryptopygus och familjen Isotomidae. Arten är reproducerande i Sverige. Inga underarter finns listade i Catalogue of Life.